# Coppa Intercontinentale di skeleton 2015
La Coppa Intercontinentale di skeleton 2015 è stata l'ottava edizione del circuito mondiale di secondo livello dello skeleton, manifestazione organizzata dalla Federazione Internazionale di Bob e Skeleton; è iniziata il 22 novembre 2014 a Lillehammer, in Norvegia, e si è conclusa il 25 gennaio 2015 a Calgary, in Canada. Vennero disputate sedici gare: otto per le donne e altrettante per gli uomini in cinque differenti località.
Vincitori dei trofei, conferiti agli atleti classificatisi per primi nel circuito, sono stati la britannica Donna Creighton nel singolo femminile, e il connazionale David Michael Swift in quello maschile.

## Calendario
| Località             | Data                | Donne | Uomini |
| -------------------- | ------------------- | ----- | ------ |
| Lillehammer          | 22 novembre 2014    | ●     | ●      |
| Schönau am Königssee | 28–29 novembre 2014 | ●●    | ●●     |
| Winterberg           | 6 dicembre 2014     | ●     | ●      |
| Whistler             | 16–17 gennaio 2015  | ●●    | ●●     |
| Calgary              | 24–25 gennaio 2015  | ●●    | ●●     |
| Totale               | Totale              | 8     | 8      |

## Risultati

### Donne
| Data             | Località             | Prime classificate          | Seconde classificate        | Terze classificate          |
| ---------------- | -------------------- | --------------------------- | --------------------------- | --------------------------- |
| 22 novembre 2014 | Lillehammer          | Rose McGrandle Regno Unito  | Jacqueline Lölling Germania | Anna Fernstädt Germania     |
| 28 novembre 2014 | Schönau am Königssee | Jacqueline Lölling Germania | Rose McGrandle Regno Unito  | Anna Fernstädt Germania     |
| 29 novembre 2014 | Schönau am Königssee | Jacqueline Lölling Germania | Rose McGrandle Regno Unito  | Anna Fernstädt Germania     |
| 6 dicembre 2014  | Winterberg           | Jacqueline Lölling Germania | Jane Channell Canada        | Marija Orlova Russia        |
| 16 gennaio 2015  | Whistler             | Donna Creighton Regno Unito | Cassie Hawrysh Canada       | Julija Kanakina Russia      |
| 17 gennaio 2015  | Whistler             | Jaclyn LaBerge Canada       | Ol'ga Potylicina Russia     | Cassie Hawrysh Canada       |
| 24 gennaio 2015  | Calgary              | Micaela Widmer Svizzera     | Madison Charney Canada      | Donna Creighton Regno Unito |
| 25 gennaio 2015  | Calgary              | Jaclyn LaBerge Canada       | Madison Charney Canada      | Micaela Widmer Svizzera     |

### Uomini
| Data             | Località             | Primi classificati          | Secondi classificati     | Terzi classificati          |
| ---------------- | -------------------- | --------------------------- | ------------------------ | --------------------------- |
| 22 novembre 2014 | Lillehammer          | Aleksandr Mutovin Russia    | Pavel Kulikov Russia     | Anton Batuev Russia         |
| 28 novembre 2014 | Schönau am Königssee | Aleksandr Tret'jakov Russia | Nikita Tregubov Russia   | Martin Rosenberger Germania |
| 29 novembre 2014 | Schönau am Königssee | Aleksandr Tret'jakov Russia | Nikita Tregubov Russia   | Martin Rosenberger Germania |
| 6 dicembre 2014  | Winterberg           | Aleksandr Tret'jakov Russia | Nikita Tregubov Russia   | Sergej Čudinov Russia       |
| 16 gennaio 2015  | Whistler             | Anton Batuev Russia         | Pavel Kulikov Russia     | Paul Fraser Canada          |
| 17 gennaio 2015  | Whistler             | Anton Batuev Russia         | Pavel Kulikov Russia     | Paul Fraser Canada          |
| 24 gennaio 2015  | Calgary              | Pavel Kulikov Russia        | Aleksandr Mutovin Russia | Anton Batuev Russia         |
| 25 gennaio 2015  | Calgary              | Pavel Kulikov Russia        | Anton Batuev Russia      | Aleksandr Mutovin Russia    |

## Classifiche

### Donne
| Pos. | Nome atleta        | Nazione     | LIL | KÖN-1 | KÖN-2 | WIN | WHI-1 | WHI-2 | CAL-1 | CAL-2 | Totale |
| ---- | ------------------ | ----------- | --- | ----- | ----- | --- | ----- | ----- | ----- | ----- | ------ |
| 1    | Donna Creighton    | Regno Unito | 11  | 6     | 9     | 6   | 1     | 6     | 3     | 6     | 718    |
| 2    | Micaela Widmer     | Svizzera    | 10  | 16    | 8     | 13  | 6     | 5     | 3     | 3     | 662    |
| 3    | Cassie Hawrysh     | Canada      | 13  | 14    | 11    | 9   | 2     | 3     | 8     | 7     | 636    |
| 4    | Ol'ga Potylicina   | Russia      | -   | 5     | 12    | 10  | 8     | 2     | 5     | 4     | 606    |
| 5    | Megan Henry        | Stati Uniti | 14  | 10    | 15    | 14  | 5     | 7     | 7     | 8     | 576    |
| 6    | Jaclyn LaBerge     | Canada      | -   | 22    | 22    | 17  | 4     | 1     | 4     | 1     | 532    |
| 7    | Jacqueline Lölling | Germania    | 2   | 1     | 1     | 1   | -     | -     | -     | -     | 470    |
| 8    | Julija Kanakina    | Russia      | 6   | -     | -     | -   | 3     | 4     | 6     | 5     | 466    |
| 9    | Veronica Day       | Stati Uniti | 12  | 20    | 18    | 18  | 10    | 11    | 9     | 10    | 466    |
| 10   | Kellie Delka       | Stati Uniti | 15  | 23    | 17    | 19  | 12    | 10    | 13    | 11    | 422    |

### Uomini
| Pos. | Nome atleta         | Nazione     | LIL | KÖN-1 | KÖN-2 | WIN | WHI-1 | WHI-2 | CAL-1 | CAL-2 | Totale |
| ---- | ------------------- | ----------- | --- | ----- | ----- | --- | ----- | ----- | ----- | ----- | ------ |
| 1    | David Michael Swift | Regno Unito | 8   | 16    | 7     | 11  | 11    | 10    | 6     | 4     | 604    |
| 2    | Paul Fraser         | Canada      | 7   | 17    | 15    | 13  | 3     | 3     | 7     | 12    | 592    |
| 3    | Pavel Kulikov       | Russia      | 2   | -     | -     | -   | 2     | 2     | 1     | 1     | 570    |
| 4    | Anton Batuev        | Russia      | 3   | -     | -     | -   | 1     | 1     | 3     | 2     | 554    |
| 5    | Patrick Rooney      | Canada      | -   | 23    | 12    | 10  | 6     | 4     | 4     | 6     | 529    |
| 6    | Aleksandr Mutovin   | Russia      | 1   | -     | -     | -   | 9     | 8     | 2     | 3     | 488    |
| 7    | Marco Rohrer        | Svizzera    | 13  | 12    | 19    | 6   | 18    | 16    | 12    | 14    | 457    |
| 8    | Allen Blackwell     | Stati Uniti | 14  | 23    | 20    | 15  | 8     | 6     | 14    | 13    | 451    |
| 9    | Michael Zachrau     | Germania    | 4   | 6     | 4     | 7   | -     | -     | -     | -     | 364    |
| 10   | Dominic Rady        | Germania    | 6   | 5     | 6     | 4   | -     | -     | -     | -     | 360    |